# Peter Bottome
Peter Bottome Deery (Nueva York, 28 de diciembre de 1937-Caracas, 14 de febrero de 2016) fue un empresario venezolano. Era accionista y director general de Empresas 1BC.

## Primeros años
Sus padres fueron Robert Bottome y Katherine Deery. Posteriormente, Katherine Deery se casó con William H. Phelps Jr., fundador de RCTV. Peter Bottome Deery era hermano de Robert Bottome Deery, dueño de VenEconomía, empresa dedicada al estudio del acontecer venezolano.
En 1959, Peter Bottome Deery se convirtió en director de la emisora Radio Caracas Radio, a la que le dio un nuevo estilo con la difusión de música estadounidense y la eliminación de las radionovelas y las transmisiones hípicas. Años después creó la emisora Caracas 92.9 FM.
Bottome llegó a ser presidente de la Junta Directiva de la Corporación Radiofónica Venezolana (CORAVEN). Tuvo la mayoría accionaria de El Diario de Caracas hasta 1995 cuando cerró.
Bottome era socio mayoritario de la aerolínea venezolana Aerotuy. Desarrolló la escuela de aviación Aeropotoco en el Aeropuerto Caracas y también la empresa de mantenimiento de aeronaves Airtech.
En 1990, Bottome creó el Centro Marino de Oriente, en Puerto La Cruz, empresa encargada de la reparación y mantenimiento de embarcaciones deportivas.

## Fallecimiento
Bottome murió el 14 de febrero de 2016, a consecuencia de un mieloma descubierto un año antes.